# Цар-Борисов лопен
 Тази статия е за защитената местност.  За растителния вид вижте Цар Борисов лопен.  
„Цар-Борисов лопен“ е защитена местност в България. Намира се в землището на село Чернево, област Варна.
Защитената местност е с площ 7,46 ha. Обявена е на 16 юли 2013 г. с цел опазване на растителен вид Цар Борисов лопен (Verbascum tzar-borisii) и неговото местообитание.
В защитената местност се забраняват:
- промяна на предназначението и начина на трайно ползване на земята;
- търсене, проучване и добив на подземни богатства;
- строителство, с изключение на дейности, свързани с ремонт и реконструкция на съществуващи съоръжения;
- поставяне на временно преместваеми обекти;
- внасяне на неместни видове;
- паша на домашни животни в периода от 1 март до 31 юли;
- разораване, разкопаване и залесяване на нови площи;
- бивакуване и палене на огън.[1]